# Estación Justo Daract
Justo Daract es una estación ferroviaria ubicada en la localidad del mismo nombre, en el Departamento General Pedernera de la Provincia de San Luis, República Argentina.
Forma parte del Ferrocarril General San Martín, como una estación intermedia del ramal Retiro-Mendoza, y es operada por la empresa estatal Trenes Argentinos tanto para servicios de cargas como de pasajeros (estos últimos estuvieron interrumpidos durante 29 años, entre 1993 y 2022).
Es cabecera del ramal a Cañada Verde.

## Historia
La estación fue inaugurada en el año 1907 por parte del Ferrocarril Buenos Aires al Pacífico, en el ramal de Justo Daract a Cañada Verde. También forma parte del ramal de Retiro a Mendoza. Hasta 1984 en Mendoza era posible combinar con el Ferrocarril Trasandino y llegar a la ciudad chilena de Valparaíso.
Los servicios de pasajeros fueron suspendidos el 10 de marzo de 1993 y rehabilitados el 23 de julio de 2022.

## Servicios
Por sus vías corren trenes de carga de la empresa estatal Trenes Argentinos Cargas.
Hasta el 10 de marzo de 1993 pasaban por esta estación los trenes que unían Retiro con Mendoza y San Juan, como "El Aconcagua", "El Libertador" y "El Sanjuanino", además del veraniego "Sierras Grandes" que unía Retiro con Villa Dolores.